# Francisco Villa Dos, Chiapas
Francisco Villa Dos är en ort i Mexiko.   Den ligger i kommunen Jiquipilas och delstaten Chiapas, i den sydöstra delen av landet, 700 km sydost om huvudstaden Mexico City. Francisco Villa Dos ligger 715 meter över havet och antalet invånare är 195.
Terrängen runt Francisco Villa Dos är lite kuperad. Runt Francisco Villa Dos är det ganska glesbefolkat, med 34 invånare per kvadratkilometer. Närmaste större samhälle är Cintalapa de Figueroa, 18,0 km sydväst om Francisco Villa Dos. I omgivningarna runt Francisco Villa Dos växer huvudsakligen savannskog.